# 萩原駅 (愛知県)
萩原駅（はぎわらえき）は、愛知県一宮市萩原町串作字荒神田面1414にある名鉄尾西線の駅。駅番号はBS09。

## 歴史
昭和18年発行の名鉄路線案内では森上駅・丸渕駅と共に尾西線内において準主要駅とされており、特急が存在した時代は特急停車駅であった。
- 1899年（明治32年）7月18日 - 開業
- 1955年（昭和30年）3月 - 駅舎改築[1]。無人化される2007年まで使用された[2]。
- 1966年（昭和41年）度 - 貨物営業廃止[3]。
- 1968年（昭和43年）5月12日 - 特急停車駅となる。
- 1969年（昭和44年）7月6日 - 準急停車駅に降格。
- 1970年（昭和45年）12月25日 - 普通停車駅に降格。
- 2007年（平成19年）
  - 11月29日 - 無人化[4]。
  - 12月14日 - トランパス導入[5]。駅舎建築。
- 2011年（平成23年）
  - 2月11日 - ICカードmanaca導入
  - 10月2日 - 名鉄ハイキング開催（当駅出発）
- 2012年（平成24年）2月29日 - トランパス供用終了。
- 2022年（令和4年）5月31日 - 旧3番線に側線（保線）設置。

## 駅構造
85m（4両編成まで対応）の島式と片面による2面3線のホームを持つ地上駅。3線を保有しているが1線は側線（保線）であり、苅安賀駅高架事業に伴い観音寺駅から保線車両を受入れる為に2022年5月に敷設がなされた。列車交換可能駅であり、電車の行き違いを行っている。2007年11月迄は有人駅であったが、現在は無人駅で、駅集中管理システムが導入されている。名鉄一宮方面ホームに駅舎があり、自動券売機や自動改札機、乗り越し精算機などの設備が設置されている。
トランパス導入前の旧駅舎は1955年に建設された民衆駅で、2階部分に一宮市役所萩原支所が一部入居していたこともあった。ホームにはトイレと非常電話が設置されている。上屋は1番線が約1両分、2番線が約2両分。
旧駅舎時代は自動券売機が1台設置されていたが、自動改札機はなかった。
| 番線 | 路線                         | 方向 | 行先         | 備考                                         |
| ---- | ---------------------------- | ---- | ------------ | -------------------------------------------- |
| 1    | BS 尾西線 （名鉄一宮〜津島） | 上り | 名鉄一宮ゆき |                                              |
| 2    | BS 尾西線 （名鉄一宮〜津島） | 下り | 津島方面     | 津島経由須ヶ口・名古屋方面の列車は平日朝のみ |

### ギャラリー

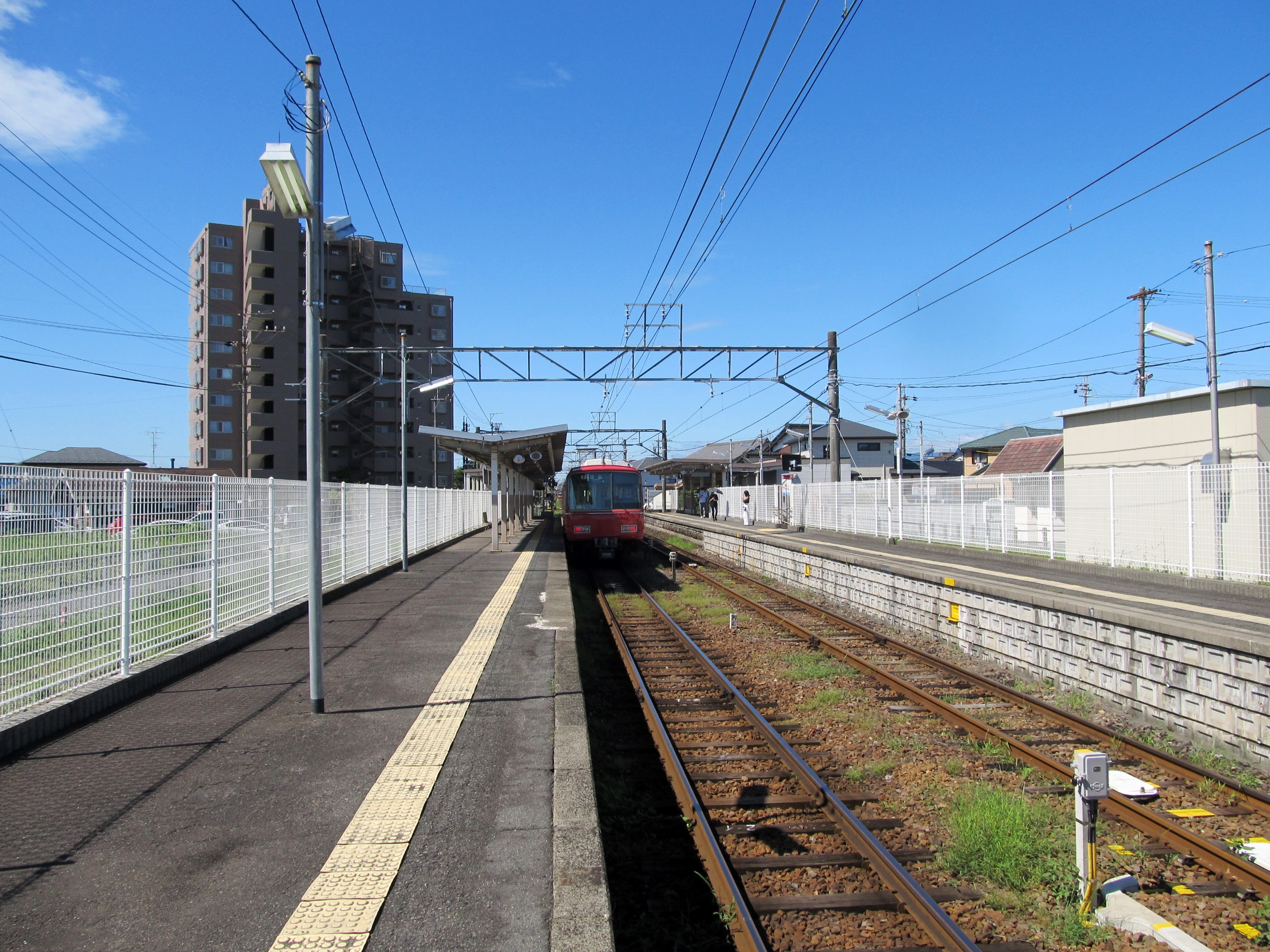
ホーム
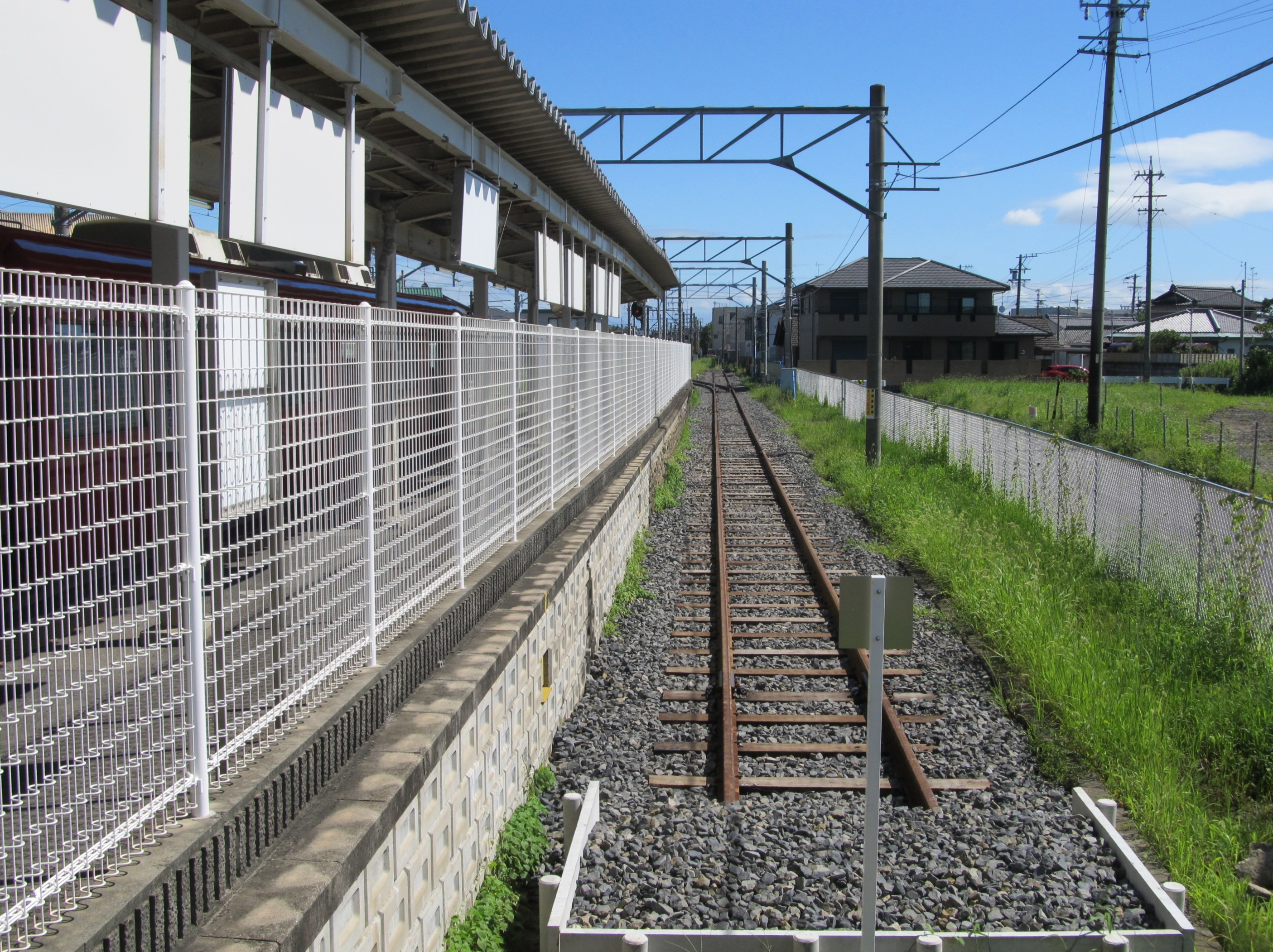
側線
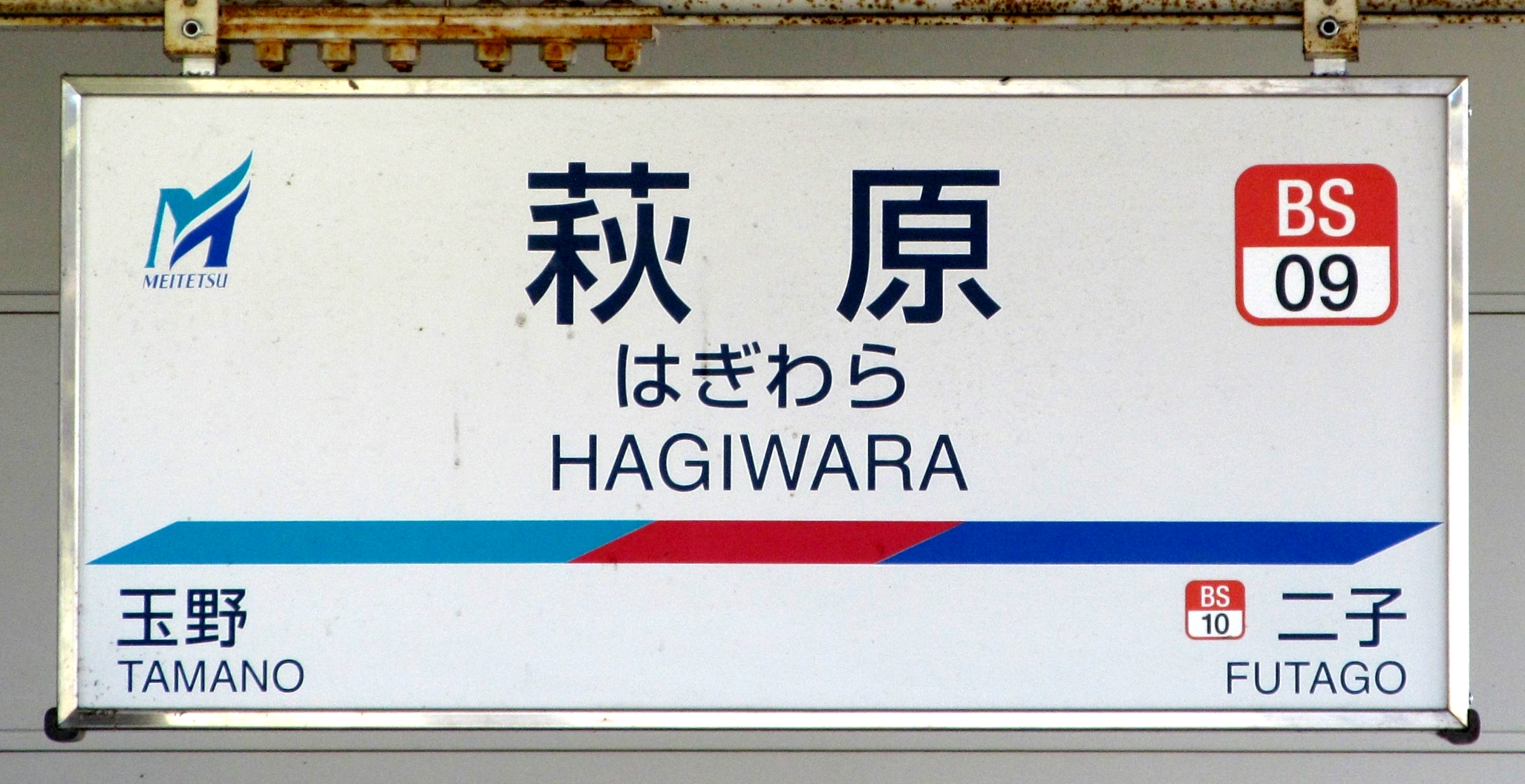
駅名標

### 配線図
| ← 名鉄一宮方面 | 萩原駅 構内配線略図 | → 津島方面 |
| 凡例 出典:     |                     |            |

| ← 新一宮方面 | 2面3線時代（1993年）の萩原駅 構内配線略図 | → 津島方面 |
| 凡例 出典:   |                                           |            |

## 利用状況
- 「移動等円滑化取組報告書」によると、2020年度の1日平均乗降人員は2,136人であった[12]。
- 『名鉄120年：近20年のあゆみ』によると2013年度当時の1日平均乗降人員は2,566人であり、この値は名鉄全駅（275駅）中164位、尾西線（22駅）中9位であった[13]。
- 『名古屋鉄道百年史』によると1992年度当時の1日平均乗降人員は2,551人であり、この値は岐阜市内線均一運賃区間内各駅（岐阜市内線・田神線・美濃町線徹明町駅 - 琴塚駅間）を除く名鉄全駅（342駅）中153位、尾西線（23駅）中8位であった[14]。
- 『愛知統計年鑑』によると1日平均の乗車人員は2010年度では1,174人である。名古屋に出る場合には一宮駅で乗換により遠回りになり、運行本数も少ないので、車で国府宮駅などを利用する近隣住民もある。

## 駅周辺
萩原商店街が執り行うチンドン祭りでチンドン屋が来る際、当駅はその会場の最寄り駅であるため、開催時は多くの乗客が利用する。また、駅周辺は歌手の舟木一夫の出身地でもあり、ROCK'N ROLLふるさとの歌詞でも歌われている。
- 愛知県一宮市役所萩原町出張所
- 名鉄協商萩原駅前パーキング
- 萩原郵便局
- 萩原商店街
- 舟木一夫生家跡
- 萩原町郷土資料館（舟木一夫資料館/記念館）
- 一宮市立萩原小学校
- 愛知文教女子短期大学附属萩原幼稚園
- 国道155号
- 愛知県道137号萩原停車場線
- 愛知県道458号一宮弥富線（巡見街道）
- 美濃路（美濃街道）・萩原宿
- 萬葉公園
- 萬葉公園高松分園
- 樫の木文化資料館（佐藤一英が世の平和を願って樫の木文化論を唱えて、保存を呼び掛けた樫の木の民具を収蔵）

## バス路線
- 一宮市循環バス i-バス尾西南コース「萩原駅」バス停

## 隣の駅
名古屋鉄道
BS 尾西線（名鉄一宮〜津島） 
玉野駅（BS08） - 萩原駅（BS09） - 二子駅（BS10）